# العالیه
العالیه (به عربی: العالیة) یک منطقهٔ مسکونی در عربستان سعودی است که در استان مدینه واقع شده‌است.